# Nekrolog 1944
Nekrolog
◄◄
| ◄
| 1940
| 1941
| 1942
| 1943
| 1944 | 1945 | 1946 | 1947 | 1948 | ► | ►►
1. Quartal |
2. Quartal |
3. Quartal |
4. Quartal 
Weitere Ereignisse | Allgemeiner Nekrolog 1944
Die Beschreibung der verstorbenen Person sollte so kurz wie möglich gehalten sein und nur deren signifikante Tätigkeit(en) enthalten.
Neue Namen ggf. auch unter dem Geburts- und Sterbedatum, also etwa unter 1. Januar und im Geburts- und Sterbejahr (2024) eintragen (nur bei entsprechender großer Wichtigkeit). Für Beispiele siehe die schon vorhandenen Artikel.
Außerdem über die fünf zuletzt Verstorbenen, zu denen es einen ausreichend guten Artikel für eine Präsentation auf der Hauptseite gibt, nach der todesbedingten Überarbeitung der Artikel ggf. auch unter Wikipedia Diskussion:Hauptseite informieren und sie am besten auch in den anderen Wikipedia-Sprachversionen eintragen. Tipp: Regelmäßig bei news.google.de nach „ist tot“, „gestorben“ oder „verstorben“ suchen.
Wenn eine Person gestorben ist, gibt es viele Seiten zu dieser Person in der Wikipedia, die davon auch betroffen sind und entsprechend aktualisiert werden müssen. Beispiele: Namenübersichtsseite, Geburtsjahr, Geburtsort-Seiten und viele mehr.
Wie finde ich die betroffenen Seiten?
Im Suchfeld auf der linken Seite gibt man den Suchbegriff so ein: „Vorname Nachname“. Dann klickt man auf Volltext und alle Seiten mit entsprechendem Suchtext werden aufgerufen. Hier sieht man dann schnell, wo auch das Todesjahr Sinn macht oder sogar ein Teil des Artikels angepasst werden muss. Auch hilft das „Werkzeug“ auf der linken Seite sehr gut, um solche Seiten aufzufinden: „Links auf diese Seite“. Somit ist die Wikipedia wieder aktuell in allen Bereichen! Hinweis: bei Eintragung der Kategorie „Gestorben JAHR“ wird der Missbrauchsfilter 49 ausgelöst, was jedoch nicht schlimm ist. Siehe: Spezial:Missbrauchsfilter/49
Dies ist eine Liste von im Jahr 1944 verstorbenen bekannten Persönlichkeiten. Die Einträge erfolgen innerhalb der einzelnen Daten alphabetisch sortiert. Tiere sind im Nekrolog für Tiere zu finden.
Die Liste ist nach Quartalen aufgeteilt:
- Nekrolog 1. Quartal 1944: Januar, Februar und März
- Nekrolog 2. Quartal 1944: April, Mai und Juni
- Nekrolog 3. Quartal 1944: Juli, August und September
- Nekrolog 4. Quartal 1944: Oktober, November und Dezember

## Datum unbekannt
| Tag                       | Name                                  | Beruf, bekannt als                                                                                    | Alter | Beleg |
| ------------------------- | ------------------------------------- | --- | ----- | ----- |
|                           | Edmund Abb                            | deutscher Lehrer                                                                                      |       |       |
|                           | Bogusław Adamowicz                    | polnischer Schriftsteller                                                                             |       |       |
|                           | Hüseyin Avni Aker                     | türkischer Sportfunktionär                                                                            |       |       |
|                           | Ebrahim Alam                          | persischer Gouverneur                                                                                 |       |       |
|                           | Giuseppe Alardo                       | Ordensgeistlicher, Abt der Benediktinerabtei St. Mauritius und St. Maurus in Clerf                    |       |       |
|                           | Jakob Altenberg                       | österreichischer Geschäftsmann und Geschäftspartner des jungen Adolf Hitler                           |       |       |
|                           | Therese Ammon                         | österreichische Politikerin der Sozialdemokratischen Arbeiterpartei Österreichs                       |       |       |
|                           | Hildegunde Fritzi Anders              | deutsche Schriftstellerin                                                                             |       |       |
|                           | Franz Andreß                          | deutscher Lehrer und Heimatforscher                                                                   |       |       |
|                           | Heinrich Anz                          | deutscher Lehrer und Direktor am Ernestinum Gotha                                                     |       |       |
|                           | Martin Aufhäuser                      | deutscher Bankier                                                                                     |       |       |
|                           | Heinrich Balcz                        | österreichischer Ägyptologe                                                                           |       |       |
|                           | Wladimir Dawidowitsch Baranow-Rossiné | ukrainisch-russischer Maler und avantgardistischer Künstler                                           |       |       |
|                           | Franz Barsicke                        | deutscher Leichtathlet                                                                                |       |       |
|                           | Jiří Baum                             | tschechischer Zoologe, Weltenbummler und Schriftsteller                                               |       |       |
|                           | Martin Beckmann                       | deutscher Sprinter                                                                                    |       |       |
|                           | Wilhelm Bender                        | deutscher Fußballspieler                                                                              |       |       |
|                           | Karl Beran                            | österreichischer Bankbeamter im Ruhestand und Opfer des Holocaust                                     |       |       |
|                           | Risa Beran                            | österreichisches Opfer der Shoa                                                                       |       |       |
|                           | Otto Berg                             | deutscher Maler                                                                                       |       |       |
|                           | Otti Berger                           | Textilkünstlerin und Weberin                                                                          |       |       |
|                           | Ben Berlin                            | estnischer Musiker                                                                                    |       |       |
|                           | Arnold Bernhard                       | deutscher Fabrikant und Vorsitzender der Jüdischen Gemeinde in Rostock                                |       |       |
|                           | Eugène Bloch                          | französischer Physiker                                                                                |       |       |
|                           | Grete Bloch                           | deutsche Industrieangestellte und Freundin Franz Kafkas                                               |       |       |
|                           | Aranka Böhm                           | ungarische Psychiaterin und Psychoanalytikerin                                                        |       |       |
|                           | Will Burgdorf                         | deutscher Porträtfotograf                                                                             |       |       |
|                           | Otto Burkert                          | deutscher Organist und Chorleiter                                                                     |       |       |
|                           | Antoine Calbet                        | französischer Maler                                                                                   |       |       |
|                           | Alberto Carpi                         | italienischer Mann (Südtirol), Opfer des Holocaust                                                    |       |       |
|                           | Germana Carpi                         | italienisches Opfer des Holocaust                                                                     |       |       |
|                           | Renzo Carpi                           | Bozner Händler und Opfer des Holocaust                                                                |       |       |
|                           | Lucia Carpi-Rimini                    | Opfer des Holocaust                                                                                   |       |       |
|                           | Aldo Castelletti                      | Opfer des Holocaust                                                                                   |       |       |
|                           | Arthur Chitz                          | Musikwissenschaftler                                                                                  |       |       |
|                           | Stanton Coit                          | US-amerikanischer Menschenrechtler                                                                    |       |       |
|                           | Conradi-Horster                       | deutscher Bühnenzauberer                                                                              |       |       |
|                           | Richard Crodel                        | deutscher Schauspieler und Regisseur                                                                  |       |       |
|                           | Kurt Crohn                            | deutscher Pädagoge jüdischer Herkunft                                                                 |       |       |
|                           | Charlotte Croner                      | deutsche jüdische Musikerin                                                                           |       |       |
|                           | Şevket Dağ                            | türkischer Maler und Politiker                                                                        |       |       |
|                           | Harald Heinrich Dähnhardt             | deutscher Vizeadmiral der Kaiserlichen Marine                                                         |       |       |
|                           | Gerhard Damköhler                     | deutscher Chemiker                                                                                    |       |       |
|                           | Lajos Dávid                           | ungarischer Tischtennisspieler                                                                        |       |       |
|                           | Mihály Dávid                          | ungarischer Kugelstoßer                                                                               |       |       |
|                           | Günther Deneke                        | deutscher Kunsthistoriker und Archivar                                                                |       |       |
|                           | Wilhelm Denhard                       | deutscher Finanzbeamter                                                                               |       |       |
|                           | Fay Allen Des Portes                  | US-amerikanischer Politiker und Diplomat                                                              |       |       |
|                           | Ding Jianxiu                          | chinesischer und mandschurischer Politiker                                                            |       |       |
|                           | Jean Discart                          | französischer Maler des Orientalismus                                                                 |       |       |
|                           | Ernst Drahn                           | deutscher Archivar, Bibliothekar und Schriftsteller                                                   |       |       |
|                           | Hedwig Dülberg-Arnheim                | deutsche Künstlerin                                                                                   |       |       |
|                           | Josephine Earp                        | langjährige Lebensgefährtin Wyatt Earps                                                               |       |       |
|                           | Adawie Efendijewa                     | krimtatarische Weberin und Stickereimeisterin                                                         |       |       |
|                           | Georges Effrosse                      | französischer Geiger                                                                                  |       |       |
|                           | Peyveste Emuhvari                     | abchasische Prinzessin, Tochter des Prinzen Osman-Bey Emuhvari und der Prinzessin Hesna Chaabalurchva |       |       |
|                           | Henri Epstein                         | polnischer Maler                                                                                      |       |       |
|                           | Richard Eschke                        | deutscher Marine- und Landschaftsmaler                                                                |       |       |
|                           | Ferran Fabra i Puig                   | spanischer Ingenieur, Unternehmer und Bürgermeister                                                   |       |       |
|                           | William Fife III.                     | schottischer Konstrukteur von großen Segelyachten                                                     |       |       |
|                           | Moshe Ze’ev Flinker                   | niederländischer Tagebuchautor, Opfer des Holocaust                                                   |       |       |
|                           | Hanns Floerke                         | deutscher Kunsthistoriker, Schriftsteller, Übersetzer und Herausgeber                                 |       |       |
|                           | Anna Foà                              | italienische Entomologin                                                                              |       |       |
|                           | Edward Fokczyński                     | polnischer Ingenieur                                                                                  |       |       |
|                           | Paul Franken                          | deutscher sozialistischer Politiker, MdL, Stalinismus-Opfer                                           |       |       |
|                           | Gerhard Fritzsche                     | deutscher evangelisch-lutherischer Autor und Liedtexter                                               | ≈33   |       |
|                           | Henri Fugère                          | französischer Bildhauer und Medaillengraveur                                                          |       |       |
|                           | Olga Gauby                            | österreichische Theaterschauspielerin                                                                 |       |       |
|                           | Hirsch Glik                           | jüdischer Lyriker                                                                                     |       |       |
|                           | Heinrich Gottong                      | deutscher Anthropologe und „Rassenforscher“                                                           |       |       |
|                           | Paul Grandhomme                       | französischer Emailmaler und Bildhauer                                                                |       |       |
|                           | Walter Greif                          | österreichischer politischer Funktionär                                                               |       |       |
|                           | Isabella Arkadjewna Grinewskaja       | russische Dichterin und Schriftstellerin                                                              |       |       |
|                           | August Groh                           | deutscher Kunstmaler                                                                                  |       |       |
|                           | Oskar Grossmann                       | österreichischer Journalist, Widerstandskämpfer, KPÖ-Funktionär und NS-Opfer                          |       |       |
|                           | Siegfried Grzymisch                   | deutscher Bezirksrabbiner in Bruchsal                                                                 |       |       |
|                           | László Gyopár                         | ungarischer Komponist                                                                                 |       |       |
|                           | Hüseyin Rahmi Gürpınar                | türkischer Autor und Übersetzer                                                                       |       |       |
|                           | Rudolf de Haas                        | deutscher evangelischer Pfarrer und Schriftsteller                                                    |       |       |
|                           | Khaled Al Hakim                       | syrischer Diplomat                                                                                    |       |       |
|                           | Theodor Hausmann                      | belarussischer Internist                                                                              |       |       |
|                           | Frank Hegarty                         | britischer Langstreckenläufer                                                                         |       |       |
|                           | Amos Arthur Heller                    | US-amerikanischer Botaniker                                                                           |       |       |
|                           | Ernest William Hey Groves             | britischer Chirurg                                                                                    |       |       |
|                           | Fritz Heymann                         | deutscher Schriftsteller und Journalist                                                               |       |       |
|                           | Theodor Hilsdorf                      | deutscher Fotograf                                                                                    |       |       |
|                           | Josef Hlaváček                        | böhmischer Harmonikabauer                                                                             |       |       |
|                           | János Hoffmann                        | ungarischer KZ-Häftling und Zeitzeuge der Judenverfolgung                                             |       |       |
|                           | Josef Hogenkamp                       | deutscher Fußballspieler                                                                              |       |       |
|                           | Hanns Holdt                           | deutscher Fotograf                                                                                    |       |       |
|                           | Emile Huet                            | belgischer Zahnarzt und Bahnradsportler                                                               |       |       |
|                           | Albert Inkpin                         | britischer Politiker (CPGB)                                                                           |       |       |
|                           | Mihailo Jovanović                     | jugoslawischer Jurist, Hilfsrichter am Ständigen Internationalen Gerichtshof                          |       |       |
|                           | Stanisław Kamocki                     | polnischer Maler, Grafiker und Hochschullehrer                                                        |       |       |
|                           | Ernst Kantorowicz                     | deutscher Jurist, Kommunalbeamter, Hochschullehrer, Pionier der Erwachsenenbildung und NS-Opfer       |       |       |
|                           | Walter Kappe                          | deutscher Journalist, Nationalsozialist und Auslandsdeutscher in den USA                              |       |       |
|                           | Leo Kereselidse                       | georgischer General und Politiker                                                                     |       |       |
|                           | Rudolf Kimmig                         | deutscher Versicherungsmanager                                                                        |       |       |
|                           | Justinus Klass                        | deutscher Althistoriker                                                                               |       |       |
|                           | Paul Klüber                           | deutscher Maler                                                                                       |       |       |
|                           | Józef Koffler                         | polnischer Komponist und Hochschullehrer                                                              |       |       |
|                           | Salomon Kohn                          | österreichischer Fotograf und Verleger                                                                |       |       |
|                           | Raoul Korty                           | österreichischer Journalist und Sammler                                                               |       |       |
|                           | Arthur Kötz                           | deutscher Chemiker                                                                                    |       |       |
|                           | Elisabeth Krickeberg                  | deutsche Schriftstellerin                                                                             |       |       |
|                           | Johannes Kronfuß                      | Architekt in Deutschland und Argentinien                                                              |       |       |
|                           | Artur Kühn                            | deutscher Schlosser und Kunstschmied                                                                  |       |       |
|                           | Willy Kukuk                           | deutscher Landschaftsmaler                                                                            |       |       |
|                           | Bruno Kurowski                        | deutscher Jurist und Politiker (Zentrum)                                                              |       |       |
| nach August (verschollen) | Gerhard Kurzbach                      | deutscher Offizier, Gerechter unter den Völkern                                                       |       |       |
|                           | Richard Lange                         | deutscher Bildhauer                                                                                   |       |       |
|                           | Erna Lauenburger                      | deutsche Sintezza                                                                                     |       |       |
|                           | Lucien Laurent-Gsell                  | französischer Maler schweizerischer Herkunft                                                          |       |       |
|                           | Désiré Leriche                        | französischer Marathonläufer                                                                          |       |       |
|                           | Markéta Liebesná                      | tschechisch-jüdischer KZ-Häftling                                                                     |       |       |
|                           | Otto Liebesný                         | tschechisch-jüdischer KZ-Häftling                                                                     |       |       |
|                           | Hans Lindner                          | deutscher Landschaftsmaler                                                                            |       |       |
|                           | Paul Losenhausen                      | deutscher Jurist und Politiker (DVP), MdL                                                             |       |       |
|                           | Klaas van der Maaten                  | niederländischer Berufsoffizier und Militärschriftsteller                                             |       |       |
|                           | Maurice Magendie                      | französischer Romanist und Literaturwissenschaftler                                                   |       |       |
|                           | Alfred Mannesmann                     | deutscher Unternehmer                                                                                 |       |       |
|                           | Theodor Mauritz                       | Industrieller, Aufsichtsratsvorsitzender der Dortmunder Actien-Brauerei                               |       |       |
|                           | Wilhelm Mautner                       | österreichischer Ökonom und Kunstsammler                                                              |       |       |
|                           | Konstantin Romanowitsch Megrelidse    | sowjetischer Soziologe, Psychologe und Philosoph                                                      |       |       |
|                           | Erich Melcher                         | deutscher Politiker und Gewerkschafter                                                                |       |       |
|                           | Josef Miner                           | deutscher Boxer                                                                                       |       |       |
| August                    | Martin Monath                         | trotzkistischer Widerstandskämpfer                                                                    |       |       |
|                           | Yves de Montcheuil                    | französischer Philosoph und Theologe                                                                  |       |       |
|                           | Hans Paul Graf von Monts              | deutscher Hochstapler                                                                                 |       |       |
|                           | Bernhard Mosberg                      | deutscher Mediziner und Holocaust-Opfer                                                               |       |       |
|                           | Motobu Chōki                          | japanischer Karateka und Mitbegründer des modernen Karate                                             |       |       |
|                           | Wilhelm Müller-Schönefeld             | deutscher Maler                                                                                       |       |       |
|                           | Eugenio Nadal Gaya                    | spanischer Schriftsteller                                                                             |       |       |
|                           | Mihran Nakkashian                     | armenischer Publizist                                                                                 |       |       |
|                           | Ignatz Leo Nascher                    | US-amerikanischer Mediziner                                                                           |       |       |
|                           | Raymond Naves                         | französischer Romanist, Literaturwissenschaftler und Résistant                                        |       |       |
|                           | Ismail Ndroqi                         | albanischer Politiker und Philosoph                                                                   |       |       |
|                           | Hanns Oehme                           | deutscher Maler und Kakteenkenner                                                                     |       |       |
|                           | Carl Wilhelm Oseen                    | schwedischer theoretischer Physiker                                                                   |       |       |
|                           | Karl Penecke                          | österreichischer Paläontologe und Entomologe                                                          |       |       |
|                           | Saint-Just Péquart                    | französischer Archäologe                                                                              |       |       |
|                           | Werner Pfitzenmeier                   | deutscher Turner                                                                                      |       |       |
|                           | André Pilot                           | deutscher Schauspieler                                                                                |       |       |
|                           | Manuel Jesus Pires                    | portugiesischer Offizier und Kolonialverwalter in Portugiesisch-Timor                                 |       |       |
|                           | Anna Alma Pole                        | lettische Widerstandsleistende gegen die nationalsozialistische Gewaltherrschaft                      |       |       |
|                           | August Prien                          | deutscher Baumeister und Bauunternehmer                                                               |       |       |
|                           | Henri Quersin                         | belgischer Sportschütze                                                                               |       |       |
|                           | Isaak Raboy                           | jiddischer Schriftsteller                                                                             |       |       |
|                           | Alfred Reder                          | deutscher Maler und Grafiker                                                                          |       |       |
|                           | Herbert Reichstein                    | okkult-rassistischer Autor und Verleger verschiedener esoterischer und ariosophischer Schriften       |       |       |
|                           | Béla Révész                           | ungarischer Schriftsteller                                                                            |       |       |
|                           | Walter Richli                         | Schweizer Radrennfahrer                                                                               |       |       |
|                           | Eugen Robert                          | ungarischer Rechtsanwalt, Journalist und Theaterunternehmer                                           |       |       |
|                           | Henry Robinson                        | europäischer Kommunist und Widerstandskämpfer                                                         |       |       |
|                           | Mane Rokvić                           | Führer serbischer Tschetniks im Zweiten Weltkrieg und Kriegsverbrecher                                |       |       |
|                           | Walter Römhild                        | deutscher Verwaltungsjurist und Landrat                                                               |       |       |
|                           | Henny Rosenthal                       | deutsche Gärtnerin                                                                                    |       |       |
|                           | Jens Rosing                           | grönländischer Landesrat                                                                              |       |       |
|                           | Owen Rutter                           | britischer Historiker und Schriftsteller                                                              |       |       |
|                           | Gisela von Ruttersheim                | österreichische Sopranistin                                                                           |       |       |
|                           | Dmytro Sahul                          | ukrainischer Dichter und Übersetzer                                                                   |       |       |
|                           | Friedrich Carl von Savigny            | deutscher Widerstandskämpfer gegen den Nationalsozialismus                                            |       |       |
|                           | Wilhelm Schack                        | deutscher Kaufmann, Schriftsteller, Politiker, MdHB, MdR                                              |       |       |
|                           | Emil Schaeffer                        | österreichischer Kunsthistoriker                                                                      |       |       |
|                           | Rudolf Schanzer                       | österreichischer Dramatiker und Journalist                                                            |       |       |
|                           | Friedrich Schepers                    | deutscher Marine-Generalstabsarzt                                                                     |       |       |
|                           | Walter Schmadel                       | deutscher Journalist                                                                                  |       |       |
|                           | Sina Schmidt-Michel                   | deutsche Malerin                                                                                      |       |       |
|                           | Witold Lwowitsch Schmulian            | russischer Mathematiker                                                                               |       |       |
|                           | Wilhelm Scholkmann                    | deutscher Maler                                                                                       |       |       |
|                           | Jakob Schrammen                       | deutscher Architekt und Baubeamter                                                                    |       |       |
|                           | Eugen Sehnalek                        | österreichischer Radrennfahrer                                                                        |       |       |
|                           | Edmond Servais                        | belgischer römisch-katholischer Geistlicher                                                           | 34    |       |
|                           | Walther Schulze-Wechsungen            | deutscher Politiker (NSDAP), MdR, MdL                                                                 |       |       |
|                           | Robert Schwenke                       | deutscher Automobilpionier                                                                            |       |       |
|                           | Cyril Snipe                           | britischer Automobilrennfahrer                                                                        | 55    |       |
|                           | Heinz Sommer                          | deutscher Widerstandskämpfer gegen den Nationalsozialismus                                            |       |       |
|                           | Sophie Sondhelm                       | deutsche Krankenschwester                                                                             |       |       |
|                           | Phraya Songsuradet                    | thailändischer Heeresoffizier                                                                         |       |       |
|                           | Wladimir Gordejewitsch Sorin          | sowjetischer Politiker und Historiker                                                                 |       |       |
|                           | Aleksandrs Stankus                    | lettischer Fußballnationalspieler                                                                     |       |       |
|                           | William Barnes Steveni                | britischer Journalist und Schriftsteller                                                              |       |       |
|                           | Gustav Sztavjanik                     | österreichischer Weltumradler                                                                         |       |       |
|                           | Fritz Tänzler                         | deutscher Verbandsfunktionär                                                                          |       |       |
|                           | Lew Michailowitsch Tschintschuk       | russischer Politiker und Diplomat                                                                     |       |       |
|                           | Emil Uellenberg                       | deutscher Apotheker und Schriftsteller                                                                |       |       |
|                           | Hermann Uhtenwoldt                    | deutscher Historiker                                                                                  |       |       |
| 21. März o. 30. Dezember  | Antal Vágó                            | ungarischer Fußballspieler                                                                            | 52/53 |       |
|                           | Georges van der Poele                 | belgischer Reiter                                                                                     |       |       |
|                           | Divna Veković                         | montenegrinische Ärztin, Autorin und Übersetzerin                                                     |       |       |
|                           | David Vogel                           | österreichischer Schriftsteller                                                                       |       |       |
|                           | Emmy Vosen                            | deutsche Schneiderin und Modistin jüdischen Glaubens, Opfer des Holocaust                             |       |       |
|                           | Takeo Wada                            | japanischer Mathematiker                                                                              |       |       |
|                           | Franz Wanderer                        | deutscher Marathonläufer                                                                              |       |       |
|                           | Josef Weber                           | österreichischer Chemiker                                                                             |       |       |
|                           | Moritz Weinberg                       | deutscher Jurist                                                                                      |       |       |
|                           | Peter Wertheimer                      | tschechoslowakischer Journalist, Mitarbeiter des Archivs im Ghetto Lodz/Litzmannstadt                 |       |       |
|                           | Georg Wichmann                        | deutscher Landschaftsmaler                                                                            |       |       |
|                           | Theodor Winter                        | deutscher Widerstandskämpfer gegen den Nationalsozialismus                                            |       |       |
|                           | Irmgard von Witzleben                 | deutsche Künstlerin und Widerstandskämpferin                                                          |       |       |
|                           | Arthington Worsley                    | englischer Botaniker                                                                                  |       |       |
|                           | Engelbert Wüster                      | deutscher Journalist und Heimatschriftsteller                                                         |       |       |
|                           | Yongdzin Lobsang Pelden               | tibetischer Literat, Philosoph und buddhistischer Geistlicher der Gelug-Schule                        |       |       |
|                           | Kathinka Zapf                         | deutsche Musiklehrerin und Sängerin                                                                   |       |       |
|                           | Xhelal Bey Zogu                       | albanischer Prinz und Staatsanwalt                                                                    |       |       |
|                           | Bruno Zwicker                         | tschechoslowakischer Soziologe und Opfer des Holocausts                                               |       |       |